# Музикална академия (телевизионно предаване)
Музикална академия е музикално риалити шоу по TV7. Това е състезание между 15 участници, които се борят да докажат кой наистина може да пее и да спечелят 100 000 лв. Предаването се състои от два концерта на живо и три епизода, представящи живота на участниците в Академията. Единият мегаконцерт е в петък и на него се представят всички участници, а другият е във вторник, когато получилите най-ниска оценка от журито и публиката се борят кой да остане в шоуто, но всеки вторник един напуска Музикалната академия.

## Сезони
| Сезон | Сезон | ТВ канал | Година | Старт             | Финал            | Победител   | Награда     |
| ----- | ----- | -------- | ------ | ----------------- | ---------------- | ----------- | ----------- |
|       | 1     | TV7      | 2013   | 24 септември 2013 | 13 декември 2013 | Поли Генова | 100 000 лв. |

## Първи сезон

### Водещи
- Иван Христов
- Андрей Арнаудов
- Део

### Жури
- Георги Христов
- Здравко Желязков
- Люси Дяковска
- Димитър Ковачев – Фънки

### Ментори
- Катя Михайлова – легенди
- Мариана Попова – актуални звезди
- Рут Колева – нови таланти

### Концерти на живо
| Дата              | Тема                    | Последни трима     | Последни трима     | Последни трима        |                   |
| 24 – 26 септември | Стартови концерти       | Петя Буюклиева     | Любен Христов      | Лора Караджова        |                   |
| 4 октомври        | Световни хитове         | Неделяна Христова  | Коцето Калки       | Любен Христов (2)     |                   |
| 11 октомври       | Хип-хоп и R&B           | Прея Осасей        | Кичка Бодурова     | Петя Буюклиева (2)    |                   |
| 18 октомври       | Рок                     | Мария Драгнева     | Поли Генова        | Криско                |                   |
| 25 октомври       | Златни български хитове | Георги Кючуков     | Коцето Калки (2)   | Неделяна Христова (2) |                   |
| 1 ноември         | Вси Светии              | Прея Осасей (2)    | Етиен Леви         | Коцето Калки (3)      |                   |
| 8 ноември         | Български хитове        | Георги Кючуков (2) | Етиен Леви (2)     | Сантра                |                   |
| 15 ноември        | Диско хитове            | Дичо               | Етиен Леви (3)     | Мария Драгнева (2)    |                   |
| 22 ноември        | Супер концерт           | Дичо (2)           | Прея Осасей (3)    | Стенли                |                   |
| 29 ноември        | Супер концерт           | Дичо (3)           | Прея Осасей (4)    | Етиен Леви (4)        |                   |
| 6 декември        | Полуфинал               | Поли Генова (2)    | Георги Кючуков (3) | Прея Осасей (5)       |                   |
| Дата              | Тема                    | Последни четирима  | Последни четирима  | Последни четирима     | Последни четирима |
| 13 декември       | Финал                   | Дичо (4)           | Георги Кючуков (4) | Кичка Бодурова (2)    | Поли Генова (3)   |